# Араша (мікрорегіон)

Араша на карті штату Мінас-Жерайс

Араша (порт. Microrregião de Araxá) — мікрорегіон у Бразилії, входить до штату Мінас-Жерайс. Складова частина мезорегіону Тріангулу-Мінейру-і-Алту-Паранаїба. Населення становить 185 072 чоловік на 2006 рік. Займає площу 14 103,802 км². Густота населення — 13,1 чол./км².

## Склад мікрорегіону
До складу мікрорегіону включені такі муніципалітети:
1. Араша
2. Кампус-Алтус
3. Ібія
4. Нова-Понті
5. Педрінополіс
6. Пердізіс
7. Пратінья
8. Сакраменту
9. Санта-Жуліана
10. Тапіра

| Бразилія | Це незавершена стаття з географії Бразилії. Ви можете допомогти проєкту, виправивши або дописавши її. |